# Parti social-démocrate de Serbie
Cet article concerne le parti politique serbe Socijaldemokratska partija Srbije (SPDS), fondé en 2009 par Rasim Ljajić. Pour le parti politique serbe Socijaldemokratska partija (SPD), fondé en 2001, voir Parti social-démocrate (Serbie, 2001). Pour les autres homonymes, voir Parti social-démocrate.
Le Parti social-démocrate de Serbie (en serbe cyrillique : Социјалдемократска партија Србије ; en serbe latin : Socijaldemokratska partija Srbije ; en abrégé : SDPS) est un parti politique serbe d'inspiration sociale-libérale fondé en 2009. Il a son siège à Belgrade et est présidé par Rasim Ljajić,.

## Historique

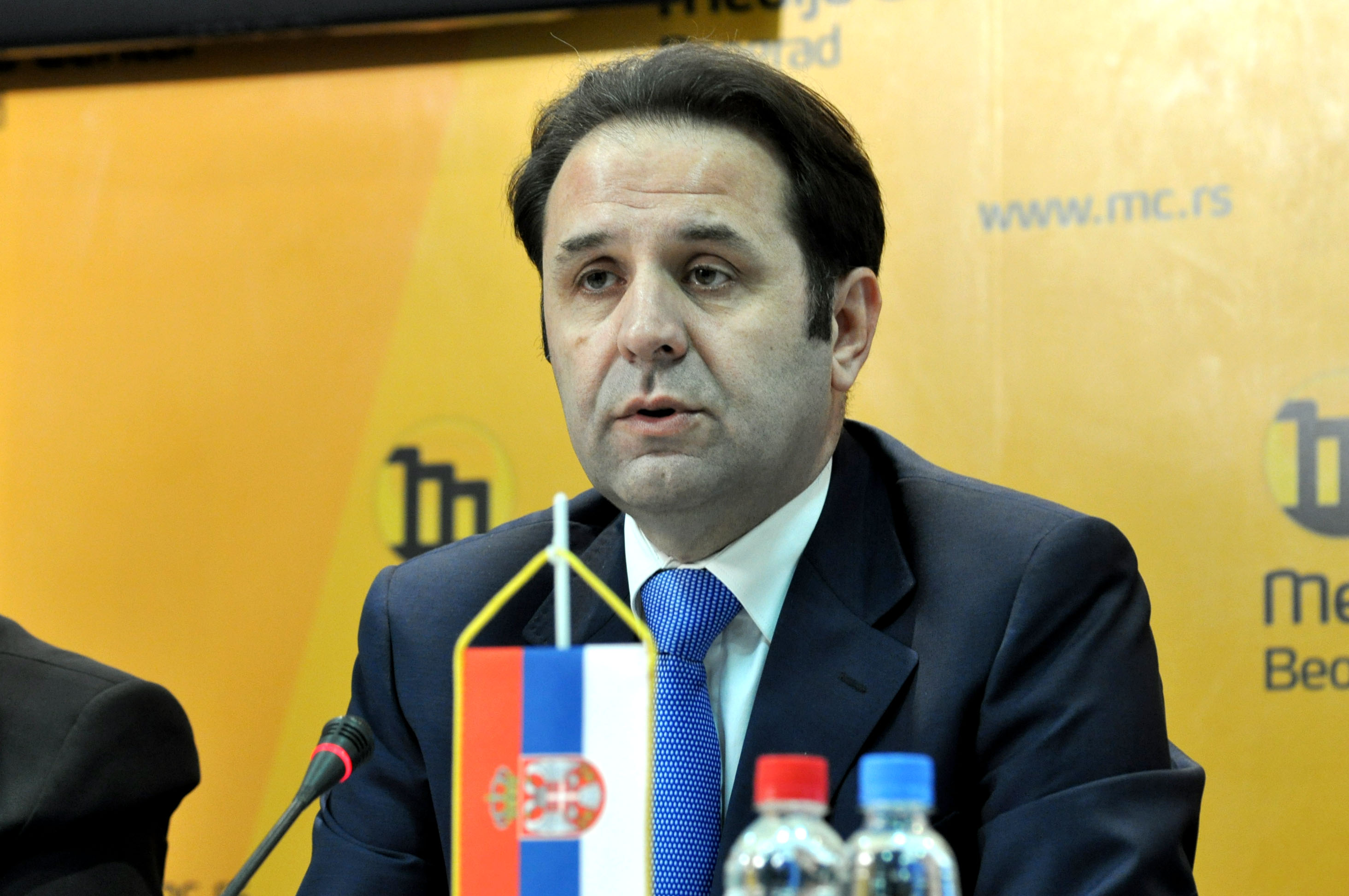
Rasim Ljajić

Le Parti social-démocrate de Serbie (SDPS) est créé le 18 octobre 2009 à partir du Parti démocratique du Sandžak (SDP), qui existait déjà auparavant et qui représentait la minorité bosniaque de Serbie. Le fondateur du parti, Rasim Ljajić, qui est déjà président du SDP, décide de donner une audience nationale à son mouvement, tandis que l'ancien SPD devient un mouvement local intégré au SDPS.

## Activités électorales
Aux élections législatives de 2008, le Parti démocratique du Sandžak participe à la coalition Pour une Serbie européenne du président Boris Tadić, ce qui lui vaut d'obtenir trois sièges à l'Assemblée nationale de la république de Serbie. Le président du parti, Rasim Ljajić, est nommé ministre du Travail et des Affaires sociales du premier gouvernement de Mirko Cvetković.
Lors des élections législatives serbes de 2012, le SDPS participe à la coalition Un choix pour une vie meilleure, emmenée par Boris Tadić. La coalition recueille 863 294 voix, soit 22,06 % des suffrages, ce qui lui vaut 67 sièges à l'Assemblée, dont 9 pour le Parti social-démocrate de Serbie qui peut ainsi constituer un groupe parlementaire. Malgré son engagement aux côtés de l'ancien président Tadić, Rasim Ljajić devient vice-président du gouvernement d'Ivica Dačić, soutenu par le Parti progressiste serbe (SNS) du nouveau président Tomislav Nikolić ; il est également ministre du Commerce international et national et des Télécommunications.

## Résultats électoraux

### Élections législatives
| Année | Voix      | %     | Sièges   | Gouvernement                                |
| ----- | --------- | ----- | -------- | ------------------------------------------- |
| 2008  | 1 590 200 | 38,42 | 4 / 250  | Cvetković                                   |
| 2012  | 863 294   | 22,07 | 9 / 250  | Dačić                                       |
| 2014  | 1 736 920 | 48,35 | 10 / 250 | Vučić I                                     |
| 2016  | 1 823 147 | 48,25 | 10 / 250 | Vučić II (2016-2017), Brnabić I (2017-2020) |
| 2020  | 1 953 998 | 60,65 | 8 / 250  | Brnabić II                                  |
| 2022  |           |       | 7 / 250  | Brnabić III                                 |